# Amtsgericht Stallupönen
Das Amtsgericht Stallupönen war ein preußisches Amtsgericht mit Sitz in Stallupönen, Ostpreußen.

## Geschichte
Das königlich preußische Amtsgericht Stallupönen wurde mit Wirkung zum 1. Oktober 1879 als eines von sechs Amtsgerichten im Bezirk des Landgerichtes Insterburg im Bezirk des Oberlandesgerichtes Königsberg gebildet. Der Sitz des Gerichtes war Stallupönen. Aufgehoben wurde das Kreisgericht Stallupönen. Sein Gerichtsbezirk umfasste den Kreis Stallupönen. Am Gericht bestanden 1888 vier Richterstellen. Das Amtsgericht war damit ein mittelgroßes Amtsgericht im Landgerichtsbezirk. Bei diesem Amtsgericht wurde eine Strafkammer gebildet. Gerichtstage wurden in Mehlkehmen gehalten.
Im Jahre 1945 wurden der Amtsgerichtsbezirk unter sowjetische Verwaltung gestellt und die deutschen Einwohner vertrieben. Damit endete auch die Geschichte des Amtsgerichtes Stallupönen.